# Cedric Belfrage
Cedric Henning Belfrage (Londres, 8 de noviembre de 1904-Cuernavaca, 21 de junio de 1990) fue un crítico de cine, periodista, escritor y activista político británico. Es mejor conocido por ser el cofundador del semanario radical estadounidense National Guardian. Más tarde se hizo referencia a Belfrage como un agente soviético en el proyecto Venona, aunque parece que había estado trabajando para la Coordinación de Seguridad Británica como agente doble.

## Biografía

### Primeros años
Cedric Henning Belfrage nació en Marylebone, Londres, el 8 de noviembre de 1904, hijo de Sydney Henning Belfrage y Frances Grace (de soltera Powley). Fue educado en Gresham's School, antes de ingresar al Corpus Christi College en Cambridge. Allí tenía la misma habitación que tuvo Christopher Marlowe en el siglo XVI.

### Carrera
Cuando aún era estudiante de Cambridge, Belfrage comenzó una carrera de escritor como crítico de cine, con un primer artículo en Kinematograph Weekly en 1924. En 1927 se fue a Hollywood, donde fue contratado como corresponsal por el New York Sun and Film Weekly. Belfrage regresó a Londres en 1930 como agente de prensa de Sam Goldwyn. Al regresar a Hollywood, se volvió políticamente activo, se unió a la Liga Antinazi de Hollywood y coeditó una revista literaria de izquierda llamada The Clipper. Decidió hacer de los Estados Unidos su hogar y sacó los primeros documentos para la ciudadanía en 1937, aunque no pudo completar el proceso dentro del plazo legal de siete años.
Belfrage se unió al Partido Comunista de los Estados Unidos en 1937, pero se retiró unos meses después. A partir de entonces, mantuvo una relación amistosa pero crítica como un "compañero de viaje" fuera de la afiliación y la disciplina del partido, recordando en sus memorias de 1978 que para los adherentes al socialismo "temperamentalmente argumentativos" como él, tal estatus como un "no comunista, no anticomunista... nos convenía más". A pesar de no ser miembro del Partido Comunista Estadounidense, Belfrage seguía creyendo que funcionaba como "el núcleo del movimiento radical".

#### Segunda Guerra Mundial
Durante la Segunda Guerra Mundial, Belfrage trabajó en la Coordinación de Seguridad Británica para el hemisferio occidental. Después de la caída de la Alemania nazi, fue designado como "oficial de control de prensa" en la División de Guerra Psicológica Angloamericana y fue enviado a Alemania para ayudar a reorganizar los periódicos de esa nación. Él y sus asociados requisaron edificios, equipos y suministros para una nueva prensa alemana "democrática" y supervisaron una purga de colaboradores nazis de la nueva industria periodística alemana.
Mientras Belfrage estaba en Fráncfort trabajando para establecer el Frankfurter Rundschau, un nuevo diario, conoció a James Aronson, un veterano reportero y editor de Boston que compartía la política radical de Belfrage. Aronson estaba adjunto a Belfrage y juntos ayudaron a establecer nuevos periódicos en Heidelberg, Kassel, Stuttgart y Bremen, desarrollando una amistad y forjando planes vagos para lanzar un nuevo periódico radical en los Estados Unidos después del final de la guerra.
Sin embargo, Belfrage pronto fue dado de baja del ejército y regresó a los Estados Unidos, y los planes de la pareja no surgieron de inmediato. Aronson volvió a trabajar en el entonces liberal New York Post en abril de 1946, y ese mismo año se cambió a un nuevo trabajo en The New York Times.

#### National Guardian
En 1948, Belfrage cofundó, junto con James Aronson y John T. McManus, un semanario radical llamado National Guardian. Permanecería afiliado a la publicación, rebautizada como The Guardian en 1967, hasta finales de la década de 1960.

### Últimos años
En el apogeo del macartismo, Belfrage fue convocado en 1953 para comparecer ante el Comité de Actividades Antiestadounidenses (HUAC). En 1955, fue deportado a Inglaterra. Su esposa, Molly Castle, ya había sido deportada en ese momento. Viajó a Cuba en 1961. En 1962 viajó por toda América del Sur, instalándose finalmente en Cuernavaca, Morelos.
Belfrage regresó a Estados Unidos por primera vez en 1973 y realizó una gira por todo el país para promocionar su nuevo libro, The American Inquisition. Posteriormente debutó como traductor español-inglés, en particular para el autor latinoamericano Eduardo Galeano. Fue comisionado por Monthly Review Press para traducir Open Veins of Latin America de Galeano. Belfrage continuó escribiendo extensamente hasta sus últimos años.

### Vida personal
Él y su esposa, Molly Castle, tuvieron dos hijos; Sally y Nicolás. También tuvo una hija, Anne Hertz (Zribi), con su pareja Anne-Marie Hertz. Cedric era el hermano menor del actor y presentador de noticias de la BBC Bruce Belfrage (1900-1974). El tío de Cedric era Bryan Powley, el actor que comenzó su carrera en la era del cine mudo.

### Fallecimiento
Cedric Belfrage murió el 21 de junio de 1990 a los 85 años de edad en Cuernavaca, México.

## Acusaciones de inteligencia
Según los archivos del FBI, Belfrage fue interrogado por el FBI en 1947 sobre su participación en el Partido Comunista. La entrevista cubrió sus relaciones con el secretario general de CPUSA, Earl Browder, Jacob Golos, V. J. Jerome, y vigilancias y documentos sobre Scotland Yard y el gobierno de Vichy de Francia. En sus memorias de 1951 Out of Bondage, Elizabeth Bentley (que había informado a Golos) contó las interacciones de Belfrage con Golos.
En 1995, se hicieron públicas las intercepciones descifradas por Venona, un proyecto entre los servicios de inteligencia estadounidenses y británicos para descifrar los mensajes soviéticos. La inteligencia de los Estados Unidos ha alegado que el nombre en clave sin nombre número 9 (UNC/9) era Belfrage. Venona también tenía un nombre de tapa "Charlie" que no fue identificado por el FBI.
El Memo Gorsky de 1948, que se encuentra en los archivos soviéticos, identifica a Belfrage como miembro de los grupos "Sound" y "Myrna" con una relación encubierta con la inteligencia soviética. Seven Venona descifra la referencia UNC/9 al pasar conversaciones entre el jefe de la oficina de Belfrage y Winston Churchill a los soviéticos. Durante el período en cuestión, Estados Unidos y la Unión Soviética fueron aliados durante la guerra, mientras que al mismo tiempo la Unión Soviética mantuvo una red de espionaje de ciudadanos estadounidenses que pasaban secretos estadounidenses a los soviéticos.
En agosto de 2015, Christopher Andrew, profesor de historia moderna en Cambridge e historiador oficial del MI5, accedió a documentos publicados por el Archivo Nacional del Reino Unido que confirmaban que Belfrage trabajó para el Servicio Secreto de Inteligencia (MI6) durante la guerra y también espió para la Unión Soviética. El Financial Times describió a Belfrage como "un 'sexto hombre' para estar junto a los Cambridge Five". Otros medios impresos, televisivos y radiales del Reino Unido publicaron la historia.
El 17 de septiembre de 2015, un documental de BBC Radio Four "The Hollywood Spy" examinó las acusaciones de Christopher Andrew, pero también presentó información del historiador John Simkin de que Belfrage estaba trabajando para la Coordinación de Seguridad Británica como agente doble, lo que explicaría por qué entregó información a los soviéticos.

## Obra seleccionada
- Away From It All: An Escapologist's Notebook. Gollancz, London, 1937; Simon and Schuster, 1937; Literary Guild, 1937 Penguin (Britain).[33]
- Promised Land: Notes For a History. Gollancz, London, 1937; Left Book Club, London, 1937; Reeditado por Garland, Nueva York, Classics of Film Literature series, 1983.[34]
- Let My People Go. Gollancz, London, 1937.[35]
- South of God. Left Book Club, 1938.[36]
- A Faith to Free the People. Modern Age, New York, 1942; Dryden Press, New York, 1944; Book Find Club, 1944.[37]
- They All Hold Swords. Modern Age, New York, 1941.[38]
- Abide With Me. Sloane Associates, New York, 1948; Secker and Warburg, London, 1948.[39]
- Semillas de destrucción; La verdad sobre la ocupación estadounidense de Alemania Cameron and Kahn, New York, 1954.
- The Frightened Giant. Secker and Warburg, London, 1956.[40]
- My Master Columbus. Secker and Warburg, 1961; Doubleday, New York, 1962; Editiones Contemporaneous, Mexico, (in Spanish).[41]
- The Man at the Door With the Gun. Monthly Review, New York, 1963.[42]
- The American Inquisition. Indianapolis, IN: Bobbs-Merrill, 1973.[43]
- Something to Guard: The Stormy Life of the National Guardian, 1948-1967. With James Aronson. New York: Columbia University Press, 1978.[44]

## Otras lecturas
- Entrevista con Cedric Belfrage, 8 de junio de 1947, archivo Silvermaster del FBI, serie 2522, págs. 47–49 (págs. 446, 447, 448 en el original).
- Declaración de Cedric Belfrage, 3 de junio de 1947, archivo Silvermaster del FBI, serie 2583, págs. 50–56 (págs. 318–324 en el original)